# Bochum
Bochum (Nedersaksisch: Baukem, Limburgs: Boochem) is een kreisfreie Stadt in de Duitse deelstaat Noordrijn-Westfalen. Bochum telt 364.454 inwoners (31 december 2020) op een oppervlakte van 145,66 km². De stad is hiermee een van de grotere steden in het Ruhrgebied. Op 31 december 2020 had 15,31% van de inwoners een niet-Duits staatsburgerschap (55.805 niet-Duitsers) en hadden 580 inwoners het Nederlandse staatsburgerschap.
De stad is groot geworden door de mijnbouw, waar het mijnmuseum en diverse instituten nog aan herinneren. In die industriële periode lukte het hier het eerst om staal in vormen te gieten.
Nu richt de stad zich meer op dienstverlening.

## Bestuurlijke indeling
Het stadsgebied Bochum bestaat uit 6 stadsdistricten (Stadtbezirke), die vervolgens weer worden opgedeeld in stadsdelen, die een tweecijferig nummer hebben:
- Stadtbezirk Mitte: 10 Grumme, 11 Gleisdreieck, 13 Altenbochum, 14 Südinnenstadt, 15 Kruppwerke, 16 Hamme, 17 Hordel, 18 Hofstede, 19 Riemke
- Stadtbezirk Wattenscheid: 24 Günnigfeld, 25 Wattenscheid-Mitte, 26 Leithe, 27 Westenfeld, 28 Wattenscheid-Höntrop, 29 Eppendorf
- Stadtbezirk Nord: 36 Bergen/Hiltrop, 37 Gerthe, 38 Harpen/Rosenberg, 39 Kornharpen/Voede-Abzweig
- Stadtbezirk Ost: 46 Laer, 47 Werne, 48 Langendreer, 49 Langendreer-Alter Bahnhof
- Stadtbezirk Süd: 53 Wiemelhausen/Brenschede, 54 Stiepel, 55 Querenburg
- Stadtbezirk Südwest: 63 Weitmar-Mitte, 64 Weitmar-Mark, 65 Linden, 66 Dahlhausen

## Economie

### Ondernemingen en organisaties in Bochum
- Deutsche Rentenversicherung Knappschaft-Bahn-See (Sociale Zekerheid (pensioenen (DRV KBS) en ziektekosten (Knappschaft))
- GLS bank, een Duitse bank, met een anthroposofisch karakter.
- Opel, een Duitse autobouwer, produceerde tot 2014 in Bochum de Astra, de Zafira, auto-onderdelen en versnellingsbakken. Dit leverde zo'n 4.800 arbeidsplaatsen op. Op 5 december 2014 00:27 uur verliet de laatste auto, een Zafira, de productielijn in Bochum.

## Cultuur

### Bezienswaardigheden
- Jahrhunderthalle, voormalig industrieel gebouw verbouwd tot ruimte voor tentoonstellingen en uitvoeringen.
- Christuskerk
- Spoorwegmuseum Bochum-Dahlhausen
- Deutsches Bergbau-Museum Bochum - 's Werelds grootste mijnbouwmuseum.

### Sport
VfL Bochum is de professionele voetbalclub van de stad en speelt in het Vonovia Ruhrstadion. In de jaren negentig van de 20ste eeuw speelde SG Wattenscheid 09 ook vier seizoenen in de Bundesliga.

## Onderwijs

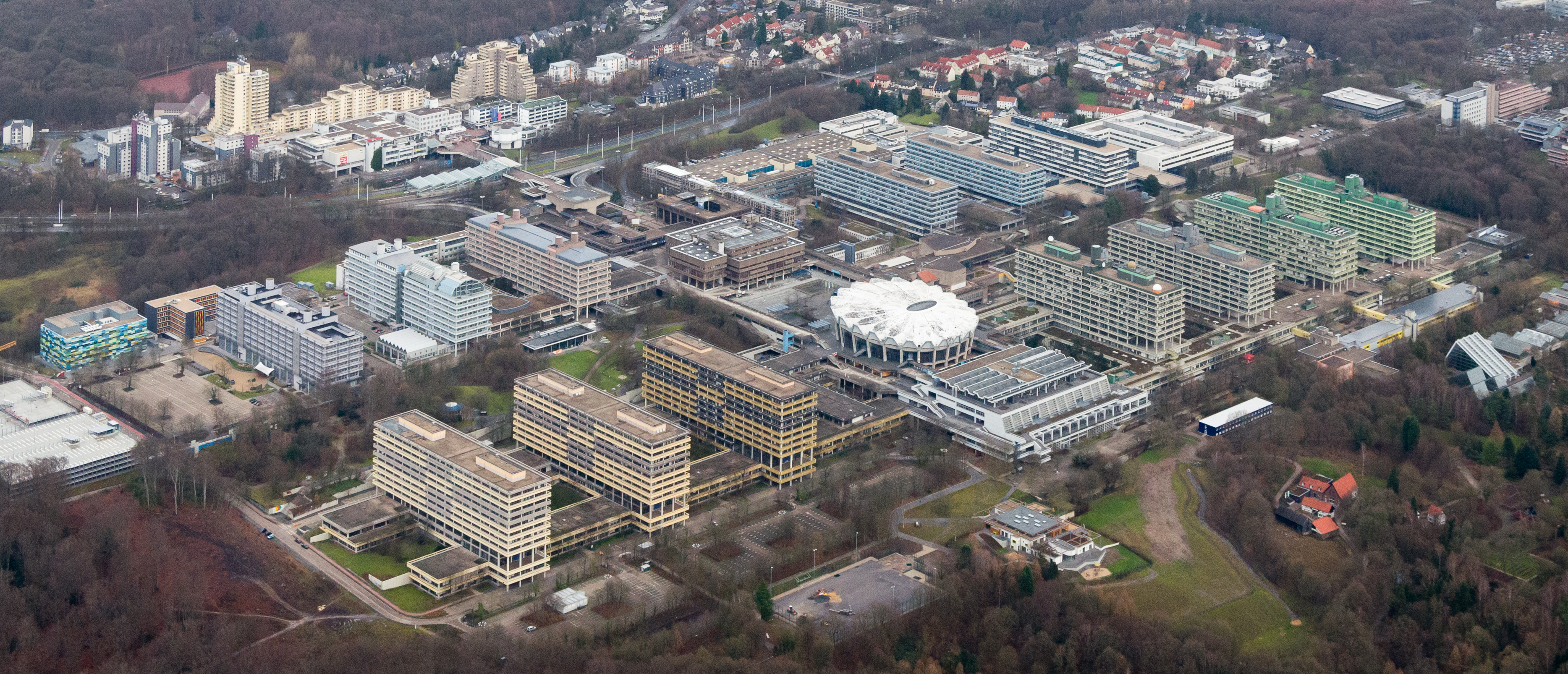
Ruhr-universiteit van boven gezien

Naast de Ruhr-universiteit telt de stad nog vijf hogere opleidingsinstituten, samen goed voor meer dan dertigduizend studenten.

## Bekende inwoners van Bochum

### Geboren
- Hans Fritzsche (1900-1953), nazipoliticus
- Siegfried Reda (1916–1968), componist en organist
- Manfred Eigen (1927-2019), natuurkundige, chemicus en Nobelprijswinnaar (1967)
- Wolfgang Clement (1940–2020), politicus van de SPD, minister-president van Noordrijn-Westfalen en minister in de Duitse bondsregering
- Norbert Lammert (1948), politicus
- Christiane Gohl (1958), schrijfster
- Ute Thimm (1958), atleet
- Mark Warnecke (1970), zwemmer
- Kai Michalke (1976), voetballer
- Yıldıray Baştürk (1978), voetballer
- Hannes Wolf (1981), voetballer, voetbalcoach
- Marvin Matip (1985), voetballer, broer van Joel Matip
- Niko Bungert (1986), voetballer
- Joël Matip (1991), voetballer, komt uit voor Kameroen, broer van Marvin Matip
- Leon Goretzka (1995), voetballer

## Woonachtig geweest in
- Herbert Grönemeyer (Göttingen 1956), acteur Das Boot, zanger, schrijver; werd bekend met het lied "Bochum"

## Galerij

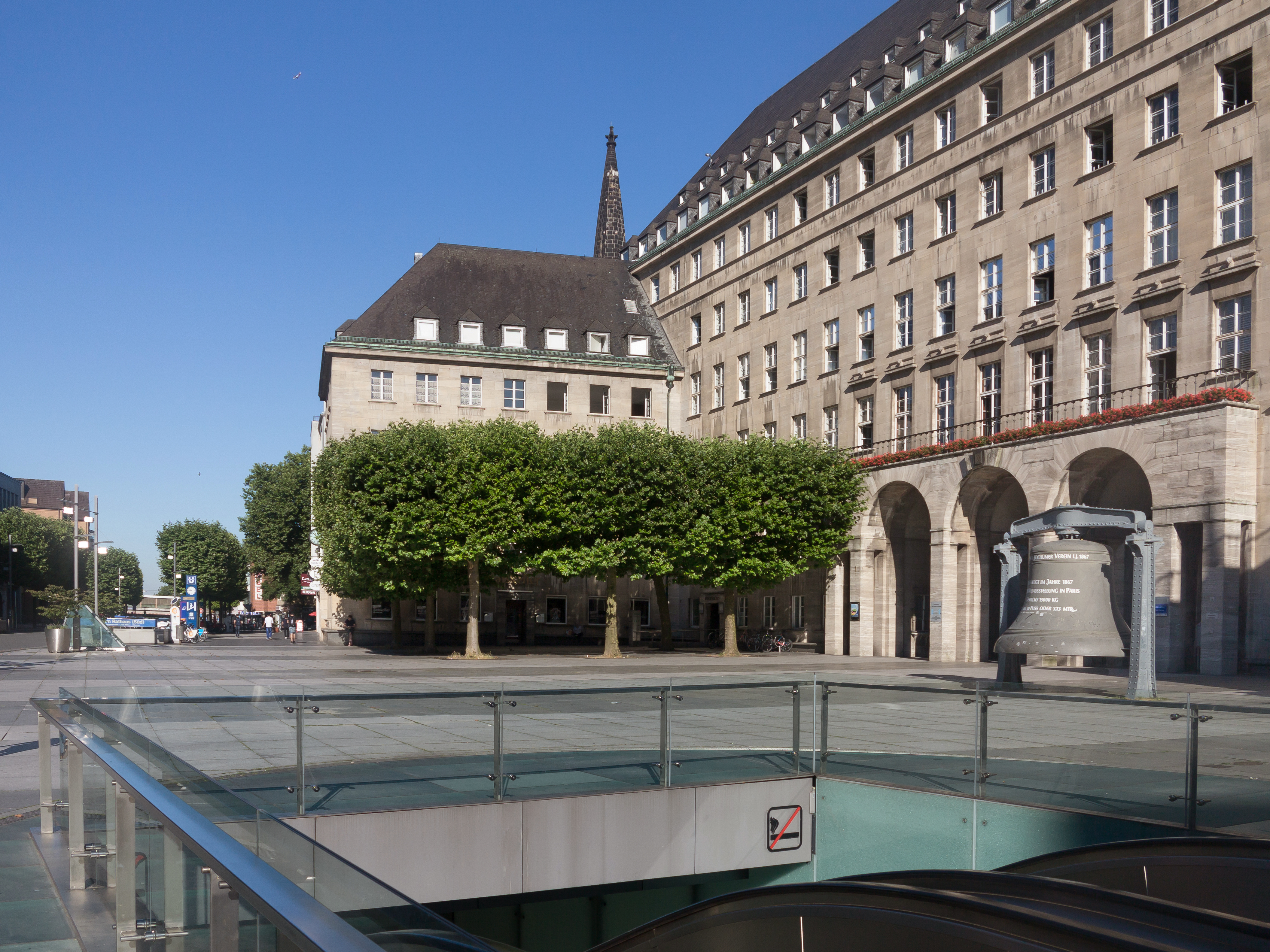
Straatzicht: der Willy Brandt Platz
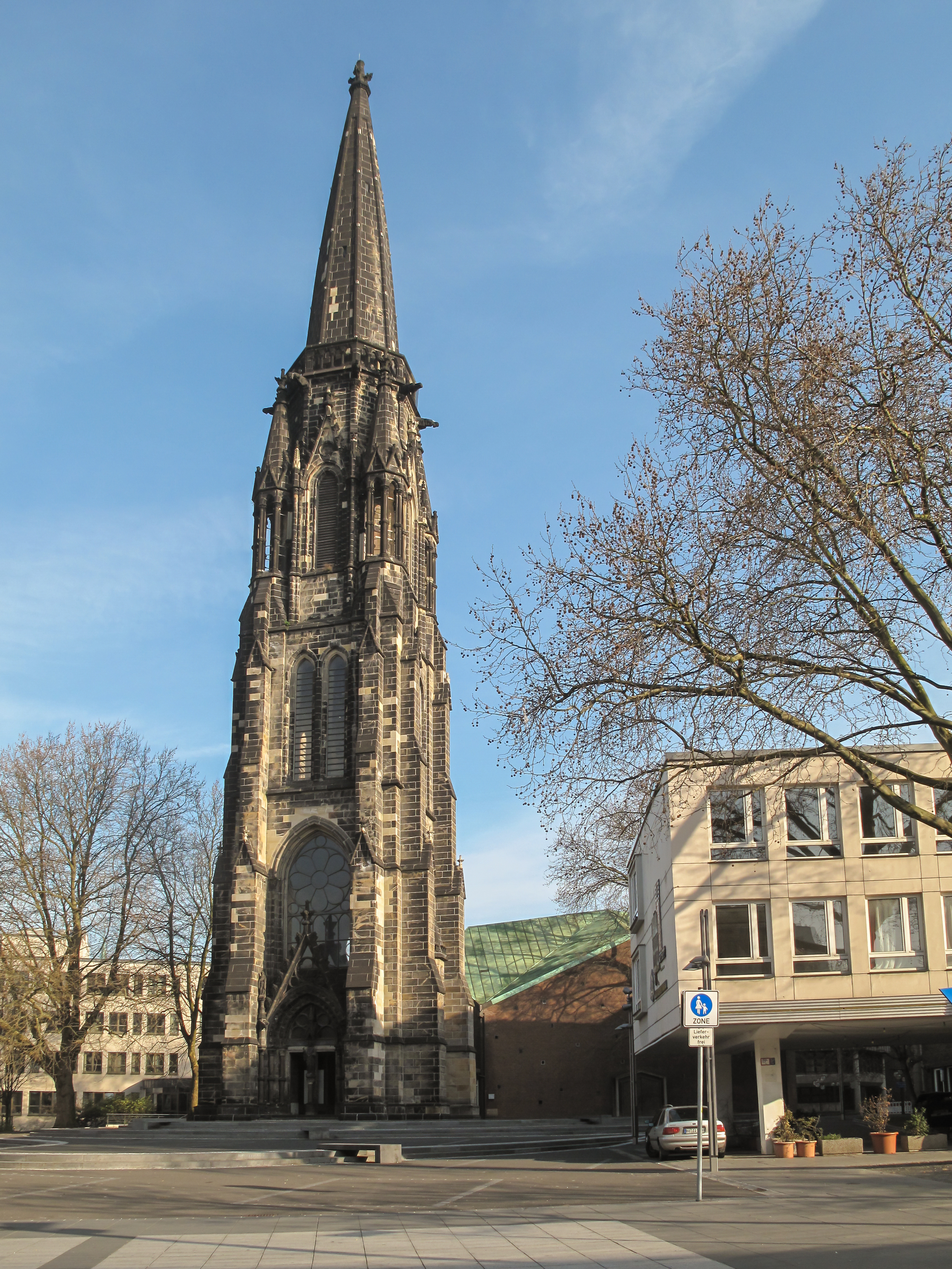
De toren van de die Christuskirche
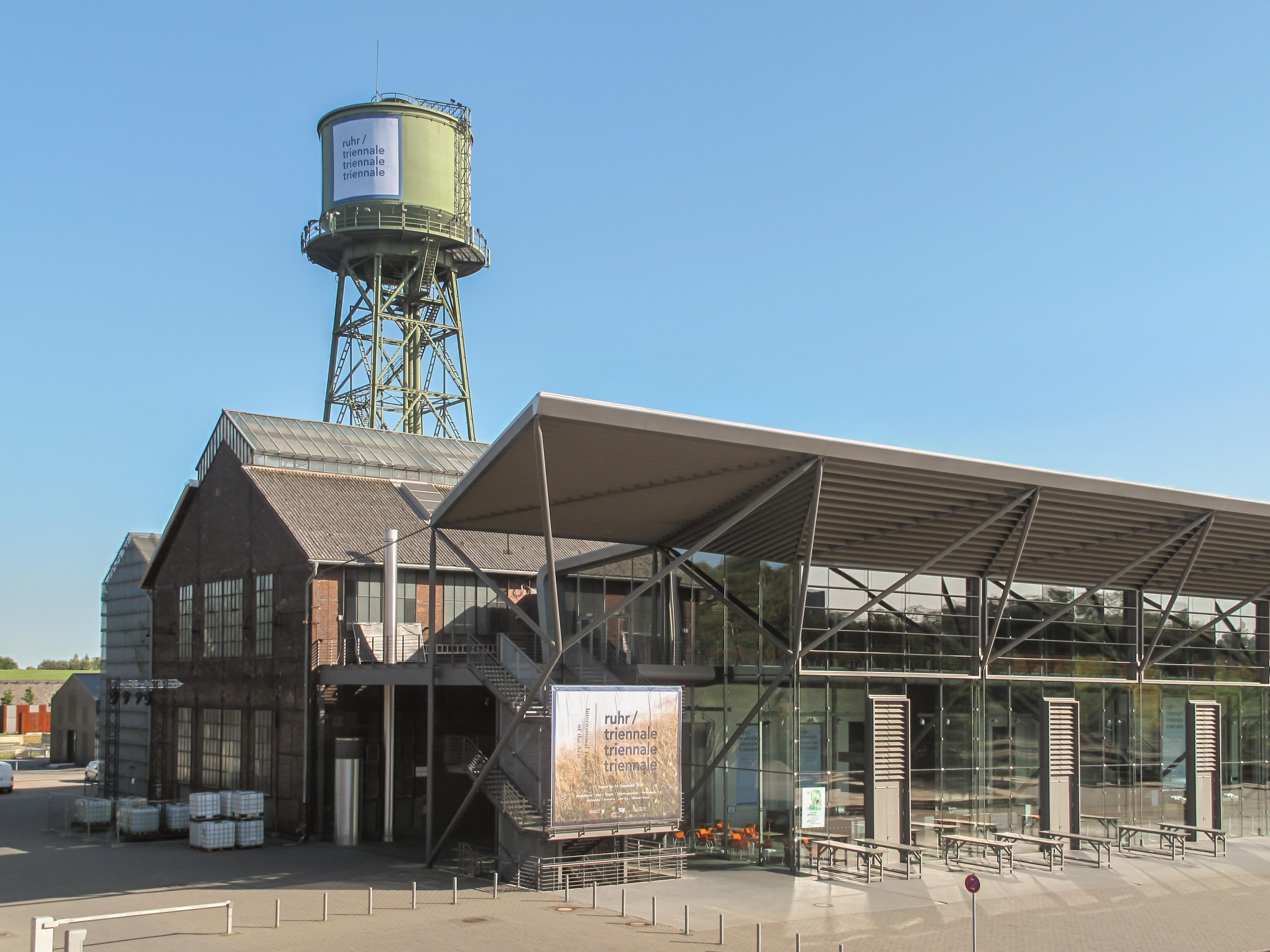
Voormalig industrieel complex: die Jahrhunderthalle
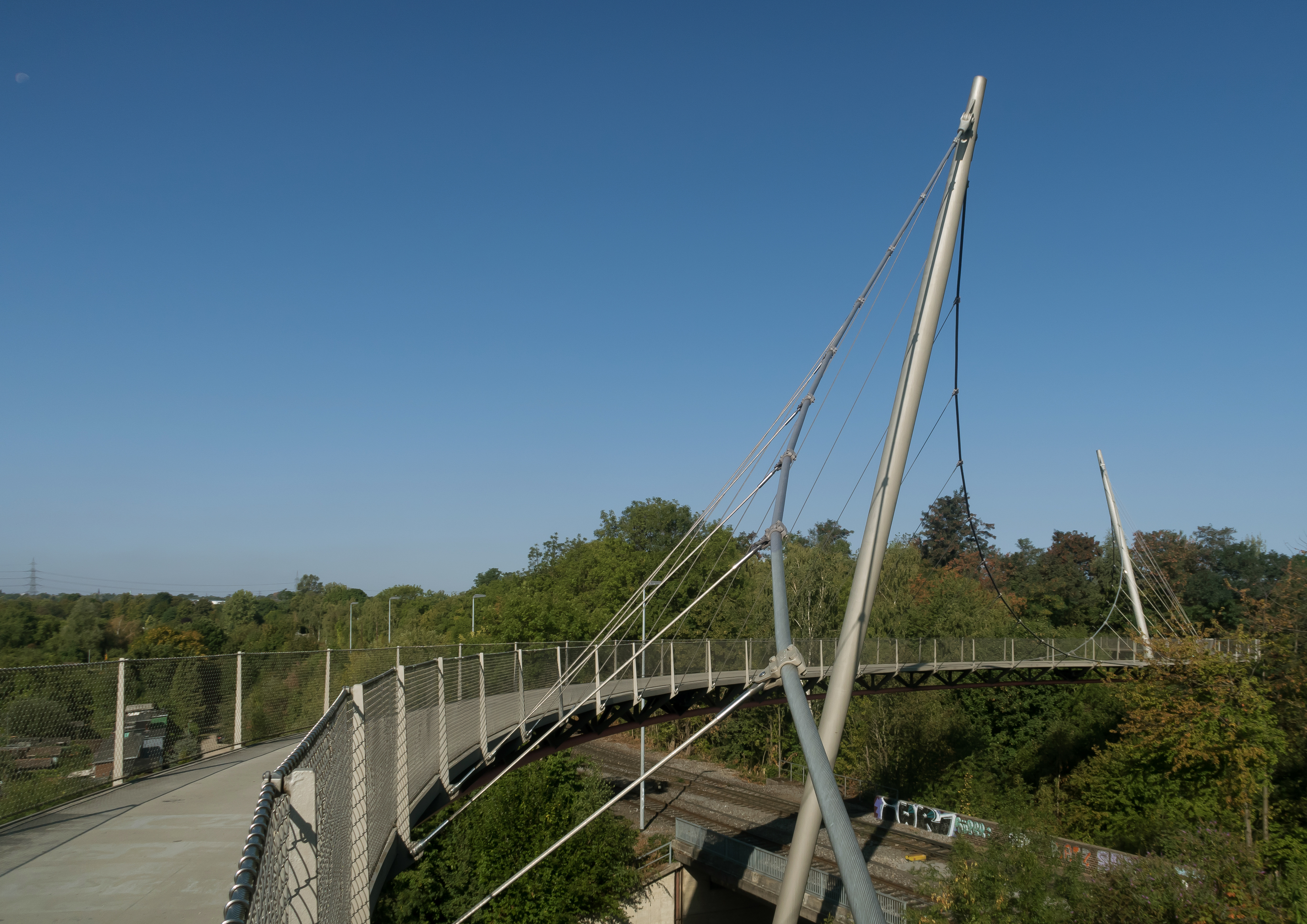
Brug bij de Jahrhunderthalle: die Erzbahnschwinge
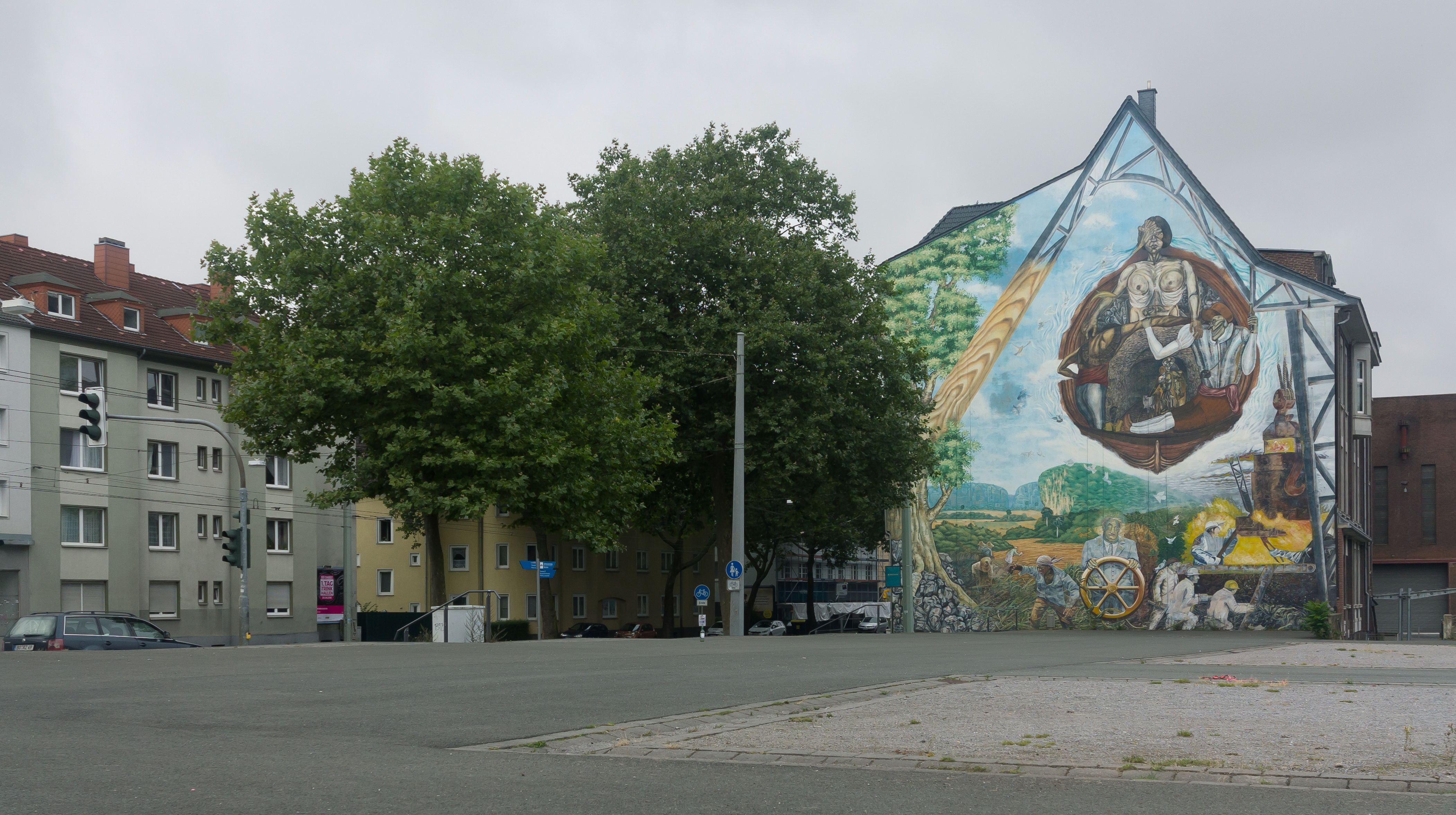
Straatkunst bij der Jahrhunderthalle
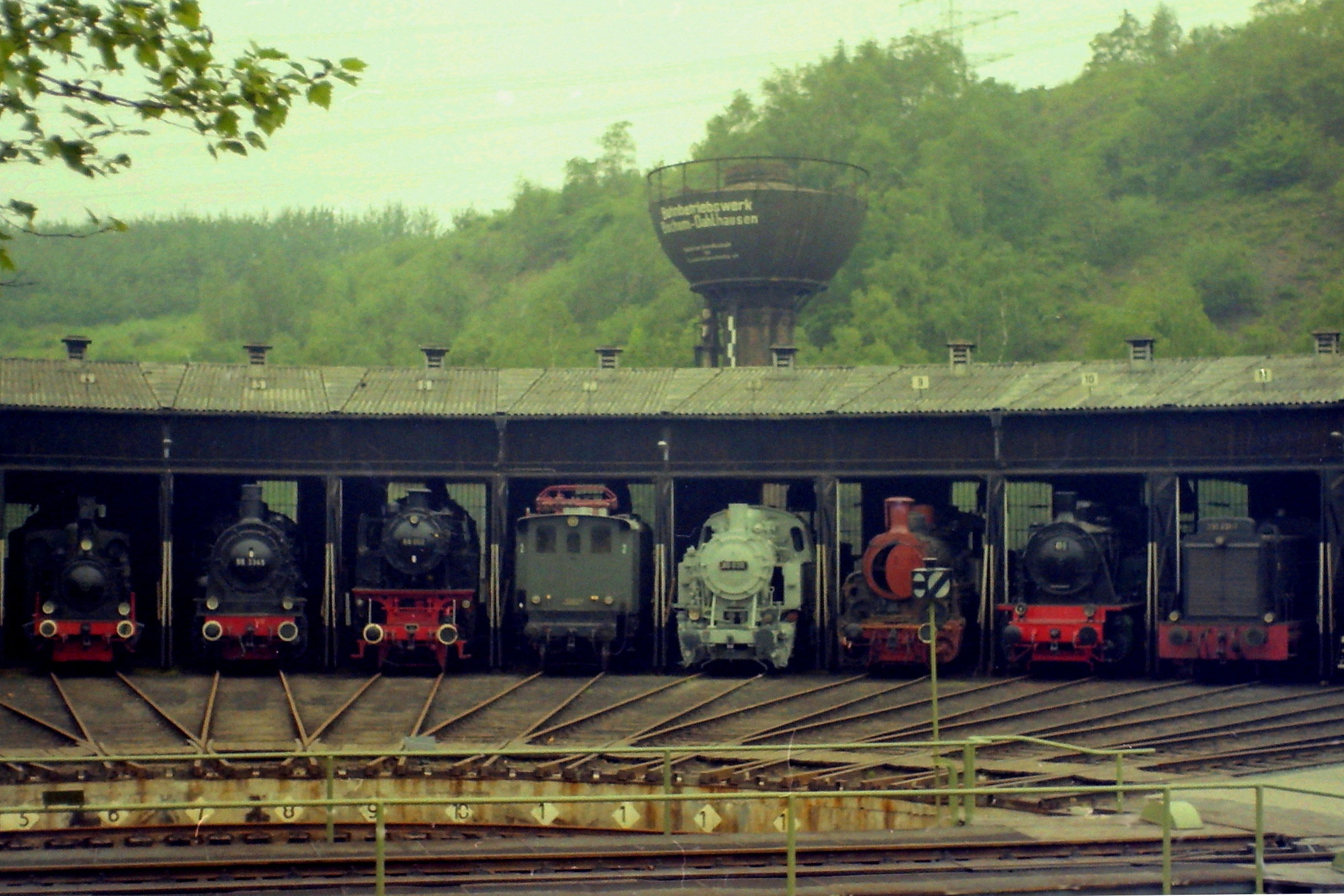
Spoorweg Museum Bochum-Dahlhausen
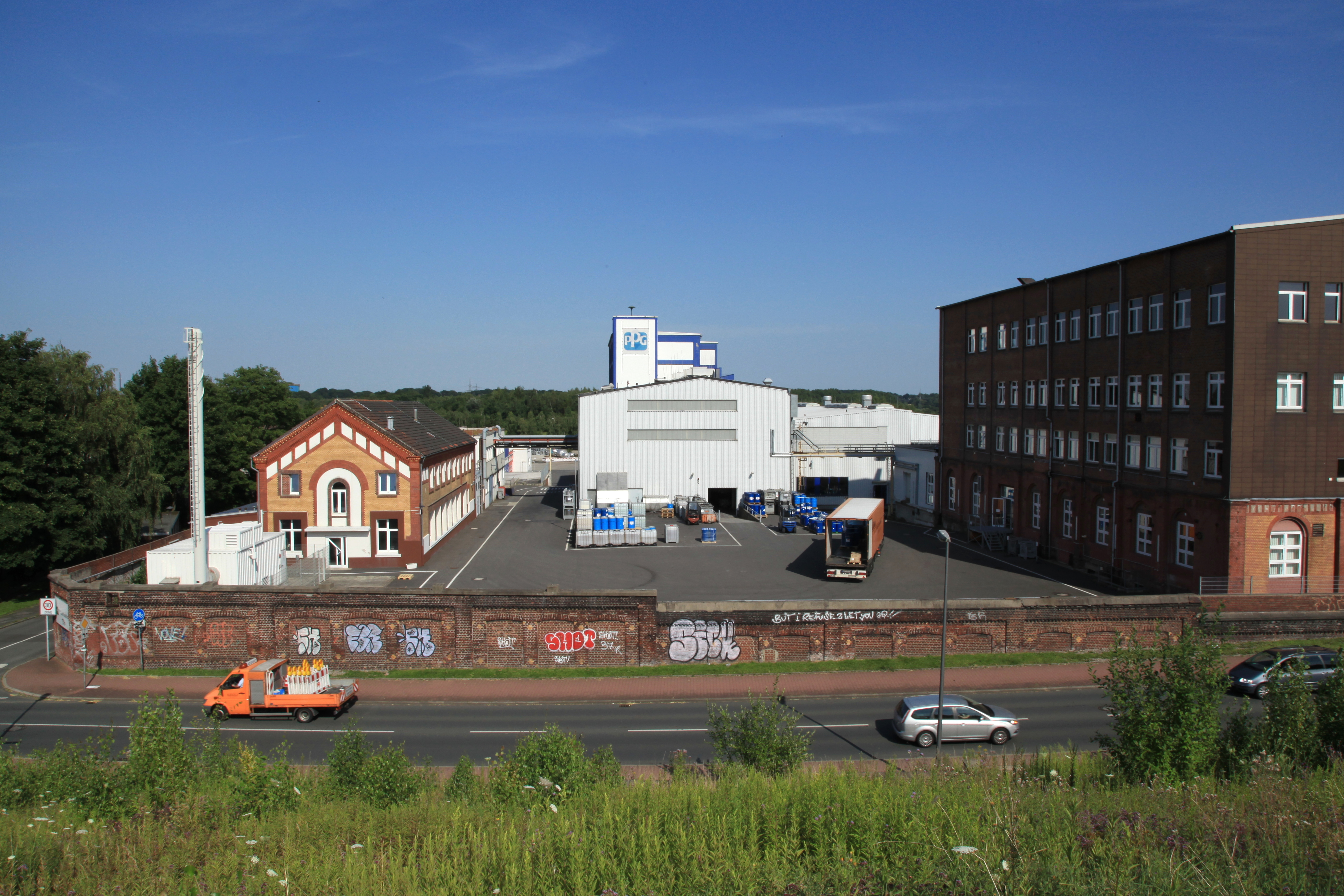
Sigma Coatings, An der Halde 1
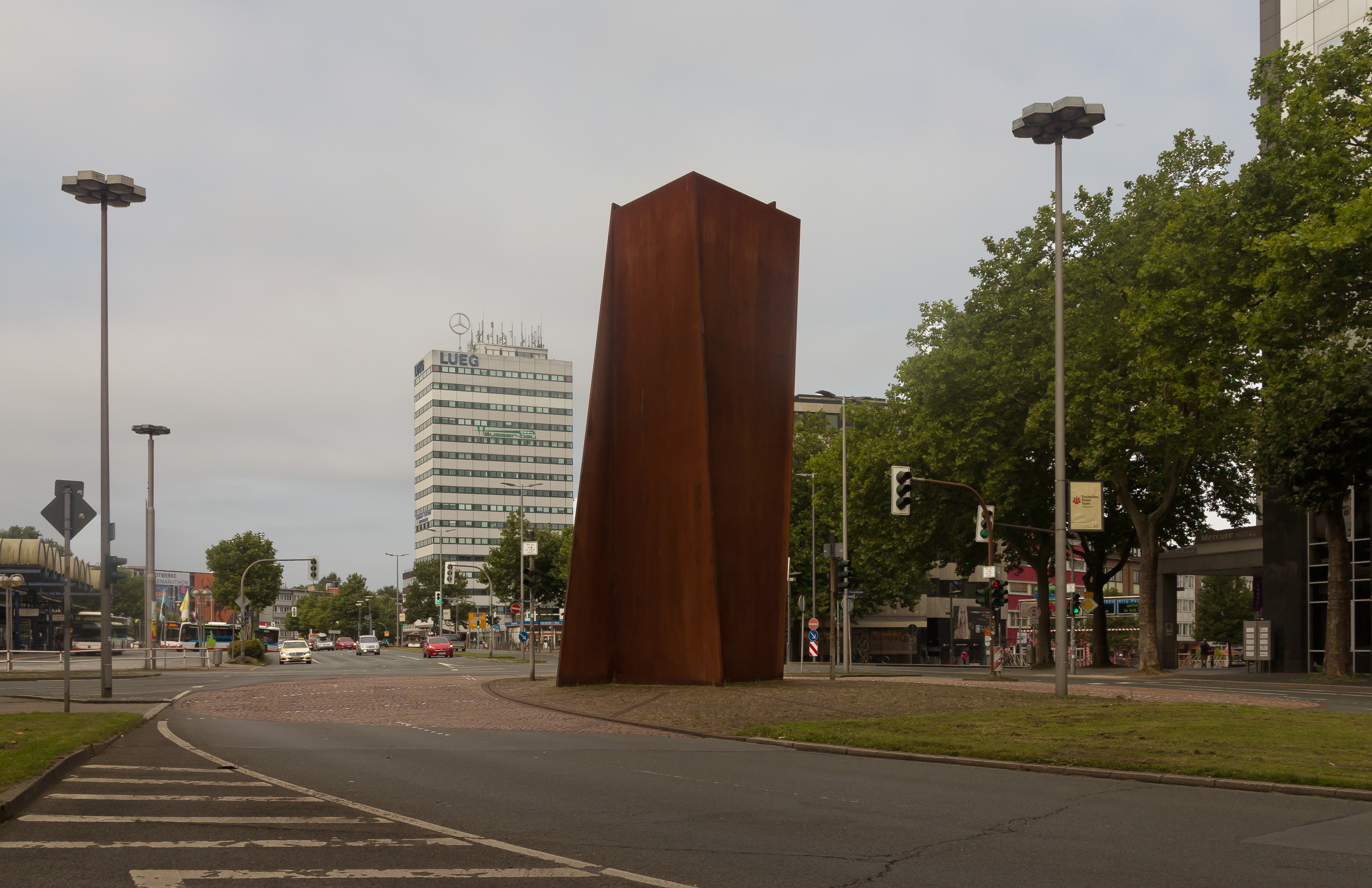
Sculptuur (the Terminal) van Richard Serra
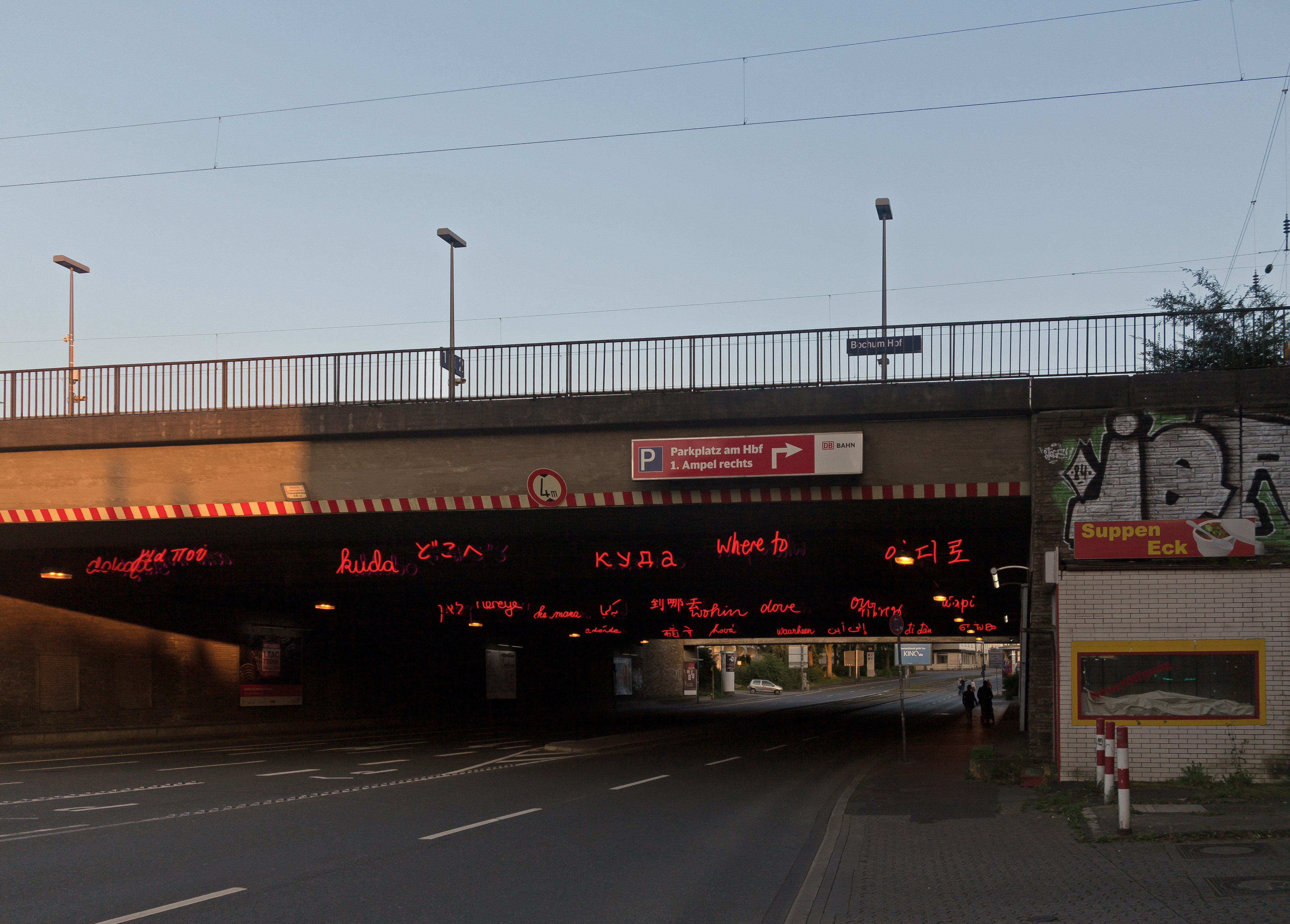
Wohin in vele talen (bij het treinstation)
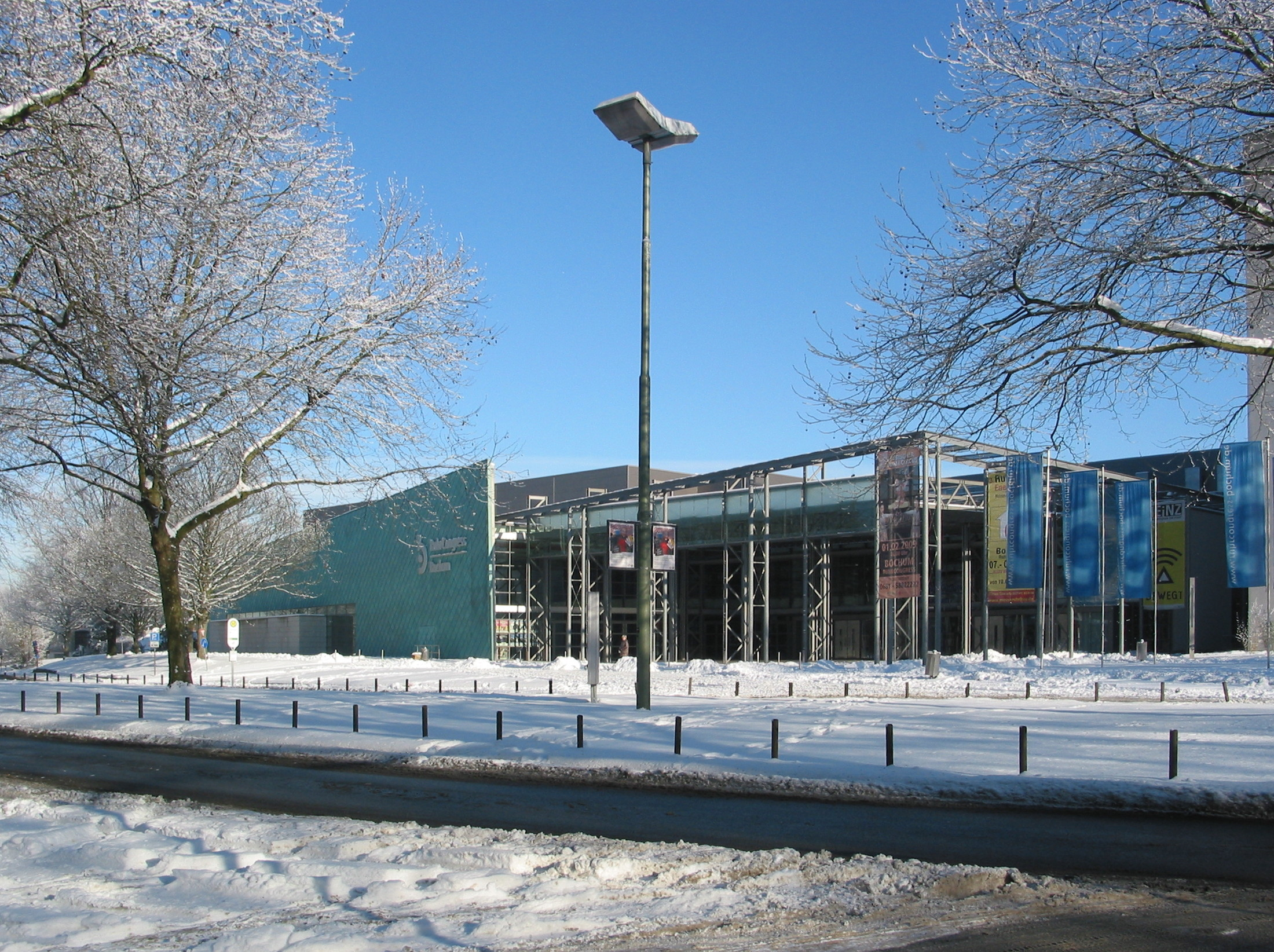
RuhrCongress
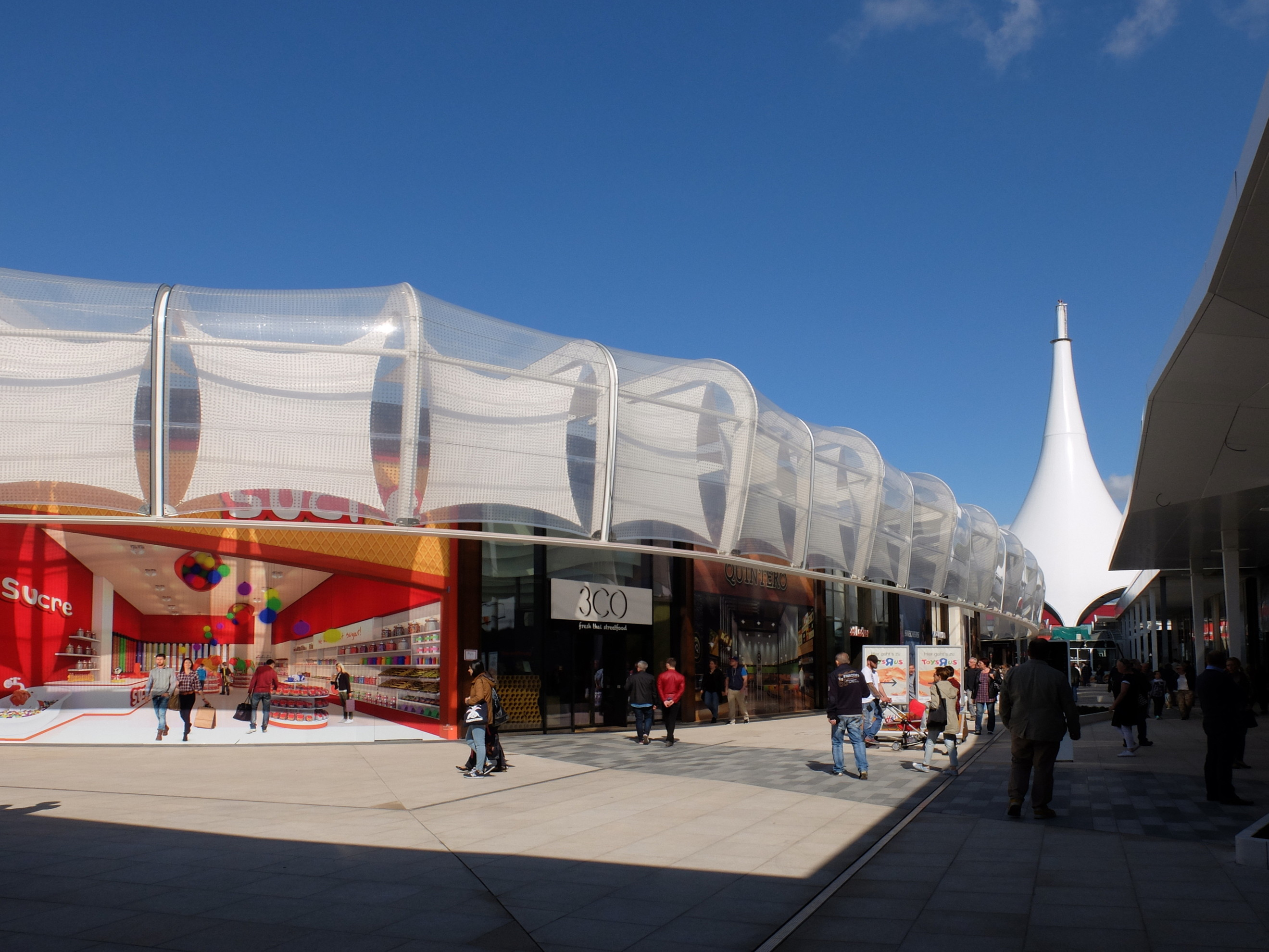
Winkelcentrum Ruhrpark Südmall
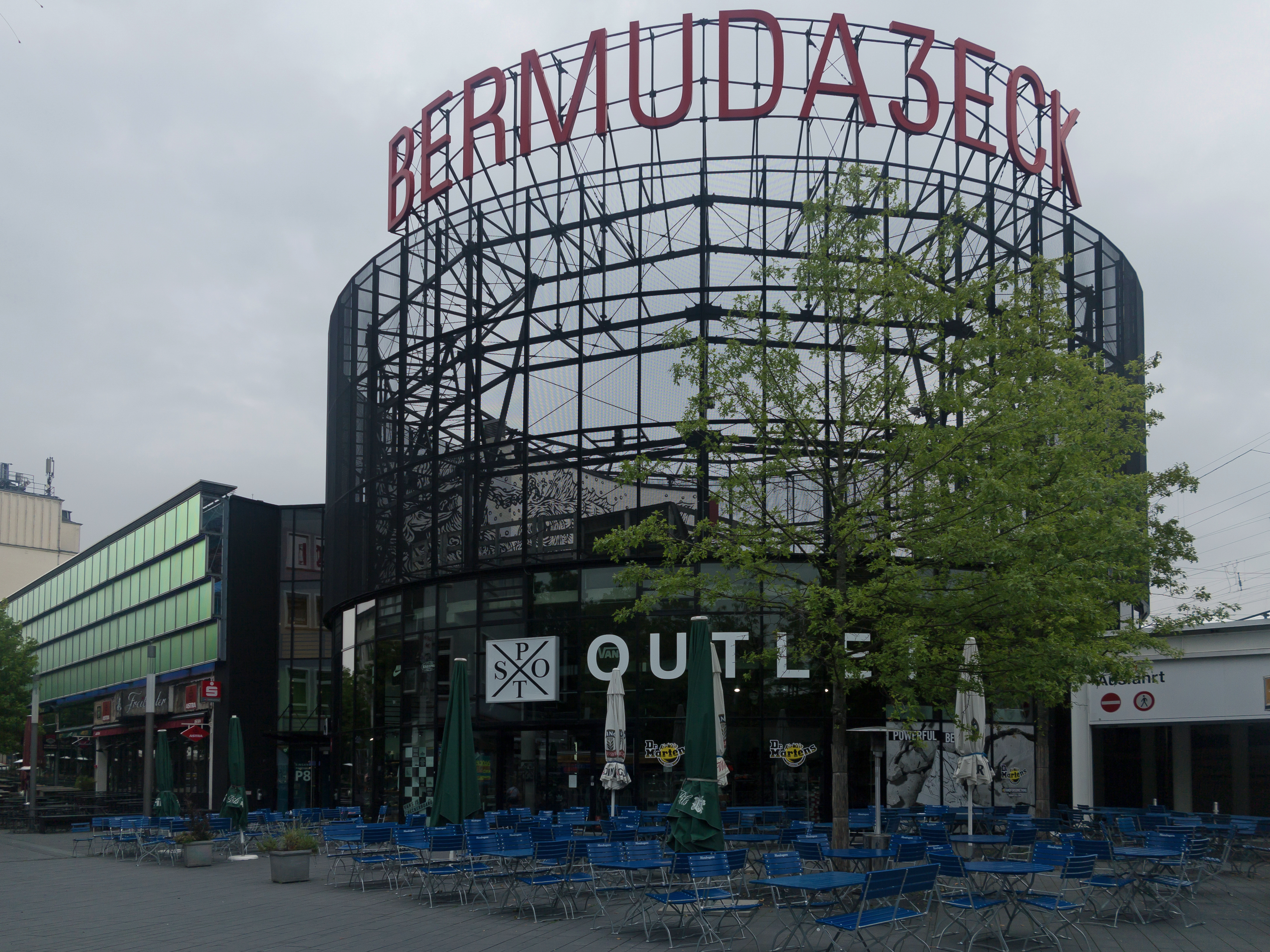
Uitgaansgebied: das Bermuda3eck
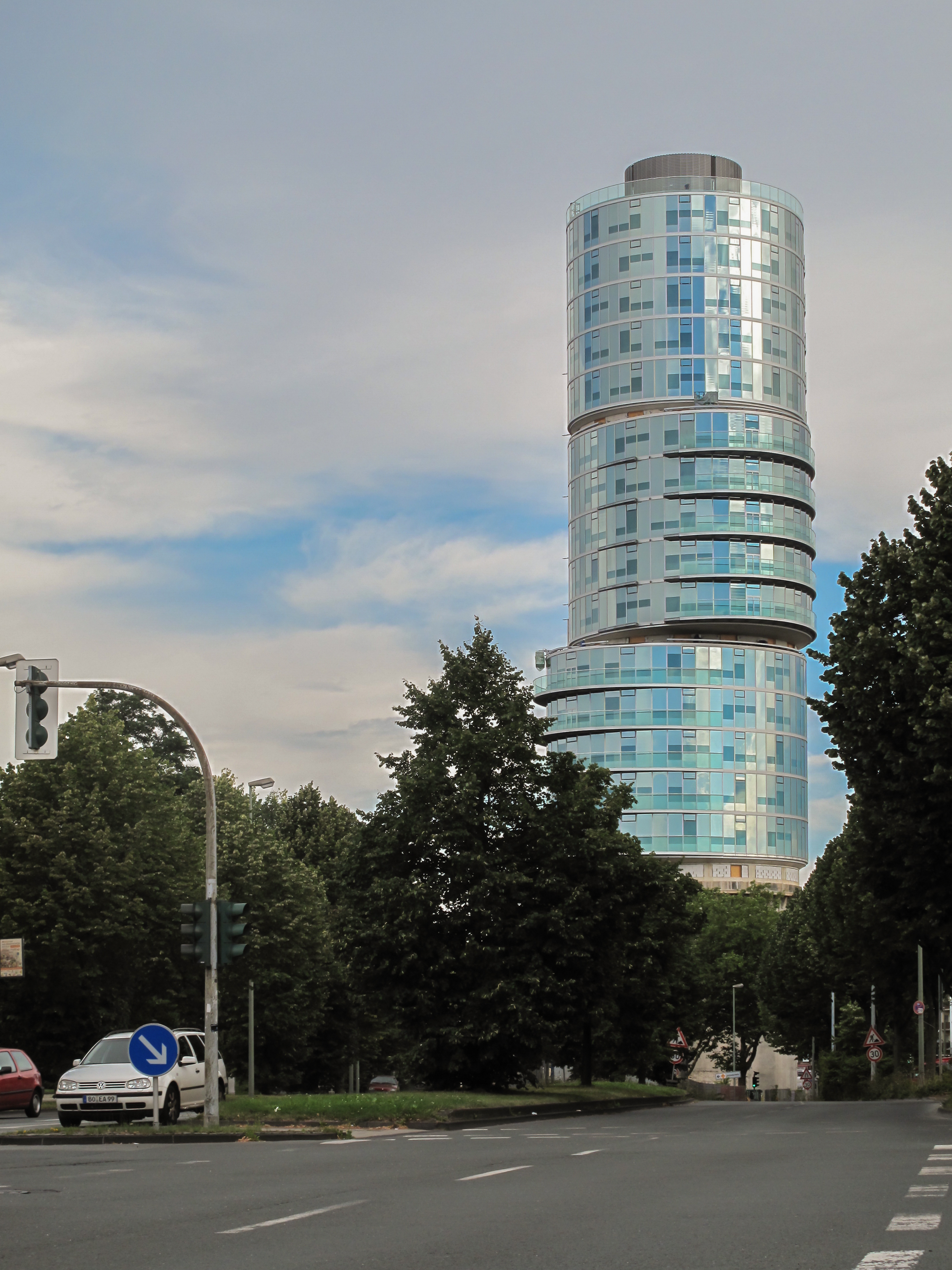
Moderne toren
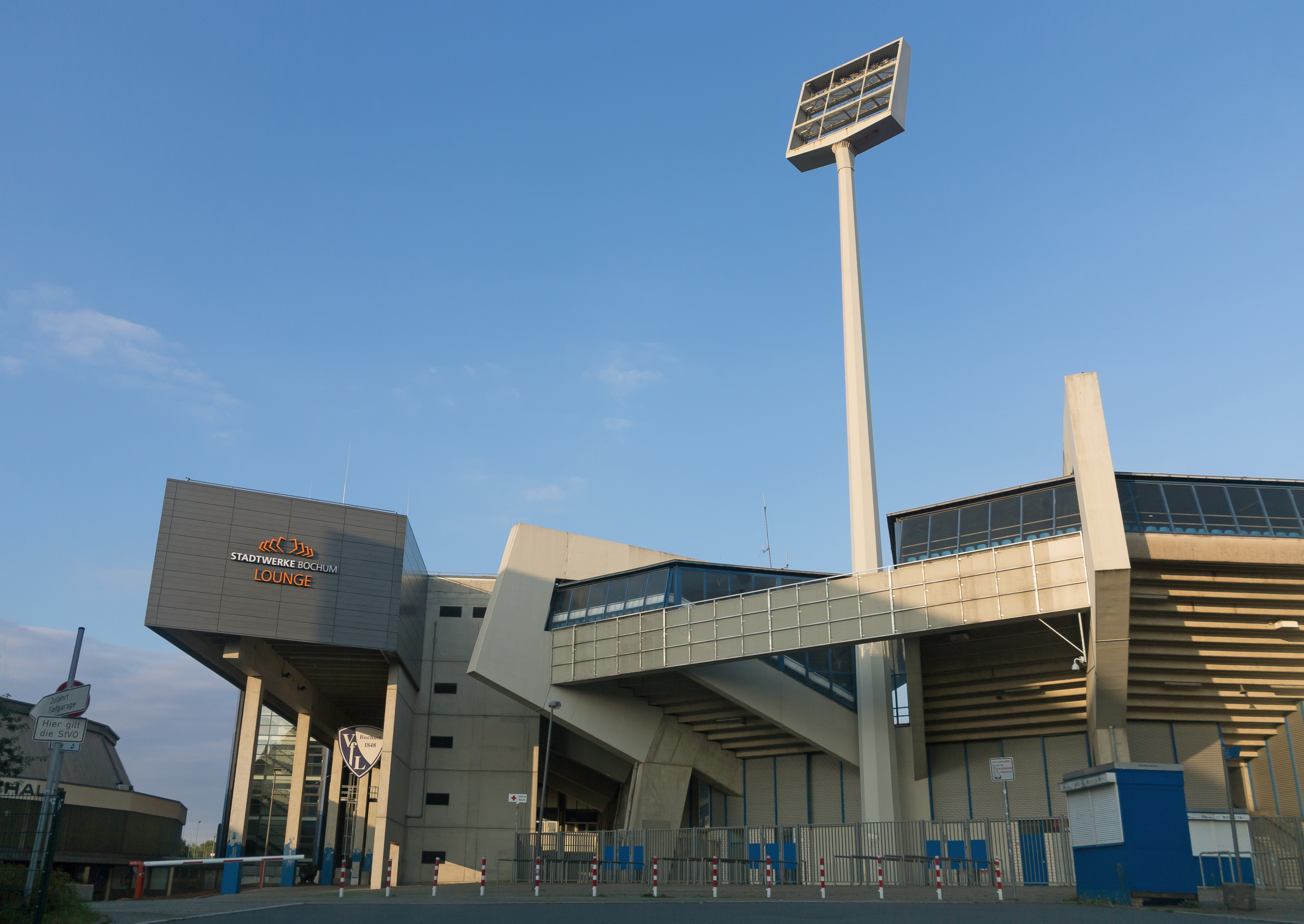
Voetbal stadion: das Vonovia Ruhrstadion VfL Bochum
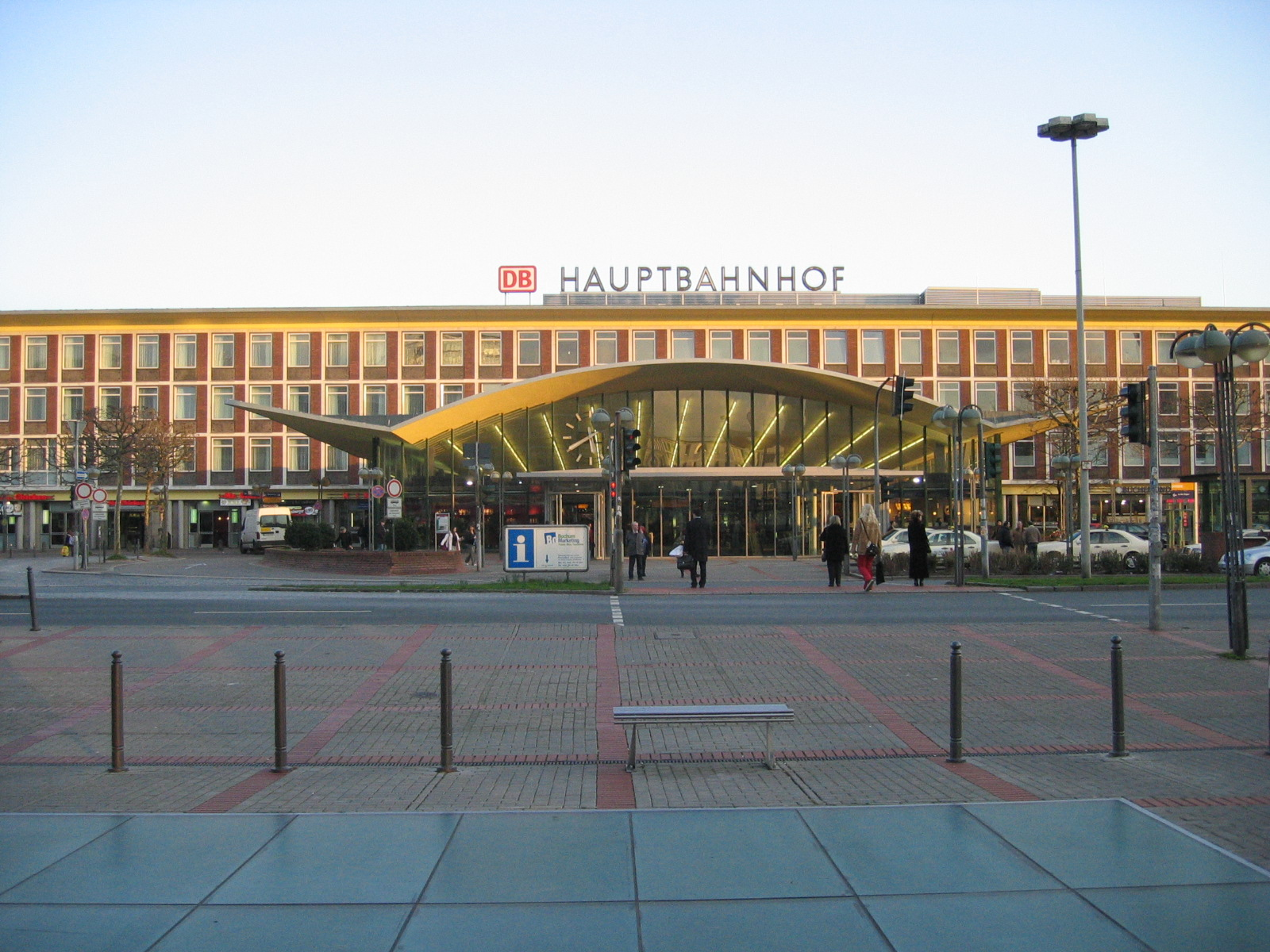
Hauptbahnhof van Bochum